# ENVii GABRIELLA
ENVii GABRIELLA（エンヴィ ガブリエラ）は、Takassy(souljuice)、HIDEKiSM、Kamusからなる、日本のオネェ3人による音楽をメインとした総合エンターテイメントユニット。プランチャイム所属。略称はエンガブ。

## 概要
オネェ3人による音楽をメインとした総合エンターテイメントユニットとして、2017年3月1日に結成。ピンヒールを履いたステージパフォーマンスが特徴。
ユニット名の由来は、嫉妬や羨望を意味するENVii（Envy）と、海外ドラマ「デスパレートな妻たち」に登場する主人公の1人Gabrielleの、2つのワードから。
Youtubeチャンネル「スナックENVii GABRIELLA」を開設しておりYoutuberとしても活動。コスメの紹介やお悩み相談など様々な話題を発信している。2023年3月時点でチャンネル登録者数20万人を超える。
ベストアルバム「ENGABEST」がオリコン週間ランキング54位(インディーズアルバムランキング3位)に入る。
2021年10月22日、KING RECORDSよりメジャーデビュー。
ファンは「GAVii(ギャビー)」と呼ばれる。公式ファンクラブは「ENGA部」(2021年1月17日発足)。

## 略歴
2017年
3月1日、活動開始。Youtubeチャンネル「スナックENVii GABRIELLA」開設。
5月19日、メンバーのHIDEKiSMによるワンマンライブ「HIDEKiSM ONEMAN SHOW 2017『FEELiNGs』」にて初お披露目。
2018年
6月1日、プランチャイムへ所属。
6月27日、1st Mini Album「Snack ENVii GABRIELLA」発売。
2019年
6月5日、1st Single「豪華ネェサン」発売。リリース記念としてクラウドファンディング企画が立ち上がり、6月5～7日には渋谷ビジョン9機にプロモーション映像が流れ、6月7～9日にはオリジナル大型アドトラックが渋谷を走行した。
2020年
10月にYoutubeチャンネル「スナックENVii GABRIELLA」登録者数が10万人を超える。
2021年
3月24日、ベストアルバム「ENGABEST」発売。オリコン週間ランキング54位(インディーズアルバムランキング3位)に入る。
7月17日、「RECORD STORE DAY JAPAN 2021」へ参加。12inch ピクチャー盤レコード「ENGAB EP」発売。
8月29日、東京キネマ俱楽部で行われたワンマンライブ『ENVii GABRIELLA 東阪 TOUR 2021「ENGABEST」in TOKYO』にて、KING RECORDSからのメジャーデビューが発表される。
10月2日、初のラジオ冠番組『ENGAB RADIO by ENVii GABRIELLA』(TOKYO FM)を放送開始。
10月22日、KING RECORDSより、1st Digital Single「Moratorium」でメジャーデビュー。
11月19日、2nd Digital Single「DYSTOPIA」配信開始。
12月24日、3rd Digital Single「CABARET」配信開始。
2022年
3月9日、Major 1st Mini Album「Metaphysica(メタピュシカ)」発売。3月12日から、名古屋、大阪、東京にて「ENVii GABRIELLA TOUR 2022 ～THE CABARET～」開催。
6月3日、FM大阪「Double-E」内で、隔週レギュラーコーナー「エンガブモーニング」開始。
6月29日、4th Digital Single「BL」配信開始。
7月27日、5th Digital Single「Symphony」配信開始。
9月21日、6th Digital Single「オリビアを聴きながらを聴きながら」配信開始。
10月12日、7th Digital Single「あなたが私を綺麗にする訳じゃないの」配信開始。
10月26日、8cmシングル「あなたが私を綺麗にする訳じゃないの」を、KING e-shopより数量限定でリリース。
11月3日、福岡を皮切りに、札幌、大阪、名古屋、東京の5大都市ツアー『ENVii GABRIELLA LIVE TOUR 2022「Perfection Satisfaction」』開催。全公演ソールドアウトとなった。
11月18日、半年間続いたレギュラーラジオコーナー「エンガブモーニング」が終了。
12月15日、Takassyのデビューエッセイ「私は私の幸福論を歌うから、あなたはあなたの幸福論を歌えばいいの」がKADOKAWAより発売。2023年2月3日、刊行記念として講演会およびサイン会が開催された。
2023年
3月24日～4月2日、ENVii GABRIELLA初のPOP UP STOREが、MAGNET by SHIBUYA109にて開催。オリジナルグッズやCDなどが販売され、一緒にフォト撮影ができるENVii GABRIELLA等身大パネルも登場した。3月26日にはメンバーがカードにスタンプを押すイベントも行われた。
4月19日、8th Digital Single「APHRODITE」配信開始。
5月24日、9th Digital Single「オワッテンネ」配信開始。
6月28日、Major 1st Full Album「ENGABASIC」発売。
7月30日、仙台を皮切りに、福岡、大阪、名古屋、札幌、東京の6大都市ツアー『ENVii GABRIELLA LIVE TOUR 2023 ENGABASIC』開催。
2024年
1月17日、10th Digital Single「哀恋」配信開始。
4月17日、11th Digital Single「Sail On」配信開始。
5月29日、Major 2nd Mini Album「DVORAKKIA(ドヴォルザキア)」発売。
6月21日、札幌を皮切りに、大阪、名古屋、福岡、東京の5大都市ツアー『ENVii GABRIELLA LIVE TOUR 2024 DVORAKKIA』開催。ソールドアウトとなったファイナル公演はZepp DiverCityで行われた。
9月13日～9月29日、POP UP STOREの第2弾が、MAGNET by SHIBUYA109にて開催。ミニアルバム『DVORAKKIA』の世界観を拡張・補完するスペシャルEP『DVORAKKIA β』の先行販売、新作オリジナルグッズ販売のほか、フォトスポットや展示スペースも設置された。9月23日にはメンバーがカードにスタンプを押すイベントも行われた。
2025年
2月5日、12th Digital Single「サイコダンス」配信開始。
3月12日、13th Digital Single「誕生誕生Birthday」配信開始。
3月21日、ENVii GABRIELLA初のコラム集「ENGAB♡AtoZ」がリットーミュージックより発売。
4月16日、Major 2nd Full Album「ENGABALL」発売。
6月7日、札幌を皮切りに、福岡、大阪、名古屋、東京の5大都市Zeppツアー『ENVii GABRIELLA LIVE TOUR 2025 ENGABALL』開催。

## メンバー
| 名前               | ヨミ       | 生年月日 | 出身     | 血液型 | メンバーカラー | 備考                             |
| ------------------ | ---------- | -------- | -------- | ------ | -------------- | -------------------------------- |
| Takassy(souljuice) | タカシ     | 3月24日  | 神奈川県 | O型    | ピンク         | リーダー、楽曲・アートワーク担当 |
| HIDEKiSM           | ヒデキズム | 1月17日  | 東京都   | B型    | 黄             | 企画・マーケティング担当         |
| Kamus              | カミュ     | 12月28日 | 青森県   | O型    | 赤             | 振付け担当                       |

## 出演

### ラジオ

#### レギュラー
- ENGAB RADIO by ENVii GABRIELLA（2021年10月2日 - 現在（毎週）、TOKYO FM）
- Double-E - コーナー「エンガブモーニング」（2022年6月3日 - 2022年11月18日（隔週、全12回）、FM大阪）

### ネット
- 中森明菜研修 ～歴史を解くわよ講座～[39]（2021年5月12日、Warner Music Japan）
- 韓国エンタメ情報誌『韓流ぴあ』公式YouTubeチャンネル はんりゅうぴあ
- ENGAB♡AtoZ[40][41]

## 書籍

### エッセイ
- 私は私の幸福論を歌うから、あなたはあなたの幸福論を歌えばいいの（2022年12月15日、KADOKAWA）ISBN 978-4-04-605839-3 Takassy著

### コラム集
- ENGAB A to Z（2025年3月21日、リットーミュージック）ISBN 978-4-8456-4237-3

### 雑誌
- bounce 448（2021年4月号、TOWER RECORDS）
- MAQUIA（2021年10月号(Takassyのみ)、集英社）
- ar（2022年3月号、主婦と生活社）
- music UP's Vol.209（2022年3月20日、JAPAN MUSIC NETWORK）
- 美的（2022年9月号、小学館）
- music UP's Vol.224（2023年6月20日、JAPAN MUSIC NETWORK）

### 新聞
- 中日新聞（2021年11月21日朝刊(Takassyのみ)[42]）- 家族のこと話そう
- 読売新聞（2022年4月15日夕刊）- 「オネエ・ユニット」初アルバム
- 静岡新聞（2022年5月26日夕刊）- 3人組ユニット「エンヴィ・ガブリエラ」
- 中日新聞（2024年6月4日夕刊[43]）- 「オネエ・ユニット」エンヴィ・ガブリエラが新作　Zepp Nagoyaで30日にライブ